# Pilzno (gemeente)
De gemeente Pilzno is een stad- en landgemeente in het Poolse woiwodschap Subkarpaten, in powiat Dębicki.
De zetel van de gemeente is in miasto Pilzno.
Op 30 juni 2004 telde de gemeente 17.215 inwoners.

## Oppervlaktegegevens
In 2002 bedroeg de totale oppervlakte van gemeente Pilzno 165,21 km², waarvan:
- agrarisch gebied: 66%
- bossen: 24%

De gemeente beslaat 21,28% van de totale oppervlakte van de powiat.

## Demografie
Stand op 30 juni 2004:
| Omschrijving                   | Totaal | Totaal | Vrouwen | Vrouwen | Mannen | Mannen |
| ------------------------------ | ------ | ------ | ------- | ------- | ------ | ------ |
| eenheid                        | aantal | %      | aantal  | %       | aantal | %      |
| inwoners                       | 17.215 | 100    | 8602    | 50      | 8613   | 50     |
| bevolkingsdichtheid (inw./km²) | 104,2  | 104,2  | 52,1    | 52,1    | 52,1   | 52,1   |

In 2002 bedroeg het gemiddelde inkomen per inwoner 1204,07 zł.

## Administratieve plaatsen (sołectwo)
Bielowy, Dobrków, Gębiczyna, Gołęczyna, Jaworze Górne, Jaworze Dolne, Lipiny, Łęki Dolne, Łęki Górne, Machowa, Mokrzec, Parkosz, Podlesie, Połomia, Słotowa, Strzegocice, Zwiernik.

## Aangrenzende gemeenten
Brzostek, Czarna, Dębica, Jodłowa, Ryglice, Skrzyszów